# Witch house
Witch house (també anomenat drag) és un gènere musical de música electrònica que va emergir a final dels anys 2000 i que tracta temes obscurs i esotèrics.
És un gènere musical molt influenciat pel hip-hop, el dark ambient i la música industrial, i la música soroll-abstracte.

## Grups de witch house
- ∆AIMON[1][2]
- Balam Acab[3][4]
- BATHAUS[5]
- BLVCK CEILING[6]
- BRUXA[7]
- CRIM3S[4]
- Fostercare[8]
- GL▲SS †33†H[9][10]
- GR†LLGR†LL[11][12]
- Gvcci Hvcci[13]
- Holy Other[14][15]
- Horse MacGyver (///▲▲▲\\\)[11]
- How I Quit Crack[16]
- M△S▴C△RA[17]
- Mater Suspiria Vision[8]
- Mike Textbeak[18]
- Modern Witch[16][19]
- Nike7Up
- oOoOO[3][4][11]
- †‡† (Ritualz)[11]
- SALEM[3][4][11]
- Sidewalks and Skeletons[20][21]
- White Ring[11]
- UNISON[22]